# حبیب‌الله مهمان‌نواز
حبیب‌الله مهمان‌نواز (زاده ۱۳۰۵ در روستای کاریزک کنارکال از توابع شهرستان نیشابور، درگذشته ۲ اردیبهشت ۱۳۹۷ در بجنورد) نماینده سابق ولی فقیه و امام جمعه بجنورد و نمایندهٔ مردم استان خراسان شمالی در مجلس خبرگان رهبری بود.

## امامت جمعه بجنورد
مهمان‌نواز، در ۱۸ شهریور ۱۳۵۹، با حکم سید روح‌الله خمینی به عنوان امام جمعه بجنورد منصوب شد. وی پس از حدود ۳۲ سال اقامه نماز در این شهر، به دلیل کهولت سن و وضعیت جسمانی ضعیف، از این سمت کناره‌گیری کرد. او در تاریخ ۲۳ تیر ۱۳۹۱ خورشیدی، آخرین نماز جمعه بجنورد به امامت خود را در مصلای امام خمینی اقامه و با مردم بجنورد خداحافظی کرد. پس از کناره‌گیری مهمان‌نواز از امامت جمعه بجنورد، ابوالقاسم یعقوبی به عنوان امام جمعه جدید بجنورد منصوب شد.

### رونمایی از تمبر یادبود مهمان‌نواز به پاس نکوداشت وی
همایش نکوداشت حبیب‌الله مهمان‌نواز، در ۳۰ مرداد ۱۳۹۲ خورشیدی با حضور، شخصیت‌هایی چون سید رضا تقوی، رئیس وقت شورای سیاست‌گذاری ائمه جمعه کشور، عبدالعلی ابراهیمی، معاون وقت امور استان‌های شورای سیاست‌گذاری ائمه جمعه کشور، ابراهیم معادی، مسئول وقت دفتر نمایندگی شورای سیاستگذاری ائمه جمعه خراسان رضوی و شمار دیگری از مسئولان استانی و کشوری برگزار شد. در این همایش از تمبر یادبود مهمان‌نواز رونمایی شد.

## درگذشت
حبیب‌الله مهمان‌نواز در دوم اردیبهشت ۱۳۹۷ در سن ۹۲ سالگی در بجنورد درگذشت. و پیکرش در جوار امامزاده سید عباس موسی بن جعفر (ع) بجنورد به خاک سپرده شد.